# Ardisia verapazensis
Ardisia verapazensis là một loài thực vật có hoa trong họ Anh thảo. Loài này được Donn.Sm. mô tả khoa học đầu tiên năm 1908.